# Czesław Bardzik
Czesław Bardzik ps. Jodła (1917-1991) – uczestnik kampanii wrześniowej jako żołnierz 56 pułku piechoty, w czasie obrony Warszawy uzyskał stopień kaprala. Dowódca 5 plutonu XX batalionu 35 pułku piechoty AK. 7 lipca 1944 r. rozkazem dowódcy XX batalionu ppłk. Konstantego Witkowskiego „Millera” został awansowany do stopnia podporucznika, działał na Lubelszczyźnie, z zawodu leśnik. 11 marca 1947 r. ujawnił się i pracował w swoim zawodzie. Był w obozie w Neudingen.
11 listopada 1989 r. został awansowany przez Rząd RP na uchodźstwie na porucznika, a 1 stycznia 1990 r. na kapitana.
Wielokrotnie odznaczony przez Polski Rząd na uchodźstwie i PRL m.in.: Krzyżem za Wolność i Niepodległość z Mieczami, Krzyżem Zasługi z Mieczami, Orderem Odrodzenia Polski, Medalem Zwycięstwa i Wolności 1945, Krzyżem Armii Krajowej, Medalem „Za udział w wojnie obronnej 1939”, Krzyżem Partyzanckim, Krzyżem Kampanii Wrześniowej, Medalem Sześćdziesięciolecia Związku Inwalidów Wojennych oraz Odznaką za Zasługi dla Lubelszczyzny.
Doczekał się biografii pt. Zapach lasu J.B Sprawki.